# Nancy Cartwright
Nancy Cartwright, född 25 oktober 1957 i Dayton i Ohio, är en amerikansk skådespelerska, framförallt känd för att ha gjort rösterna till karaktärerna Bart Simpson, Nelson Muntz, Todd Flanders, Ralph Wiggum och Kearney i TV-serien The Simpsons. Hon gör även rösten åt bland annat P.J.'s syster Busan i Långbens galna gäng, nakenmullvaden Rufus i Kim Possible och Chuckie Finster i Rugrats.
Hon har även haft biroller i filmer som Twilight Zone: The Movie (1983) och Godzilla (1998).